# Johann Cicero

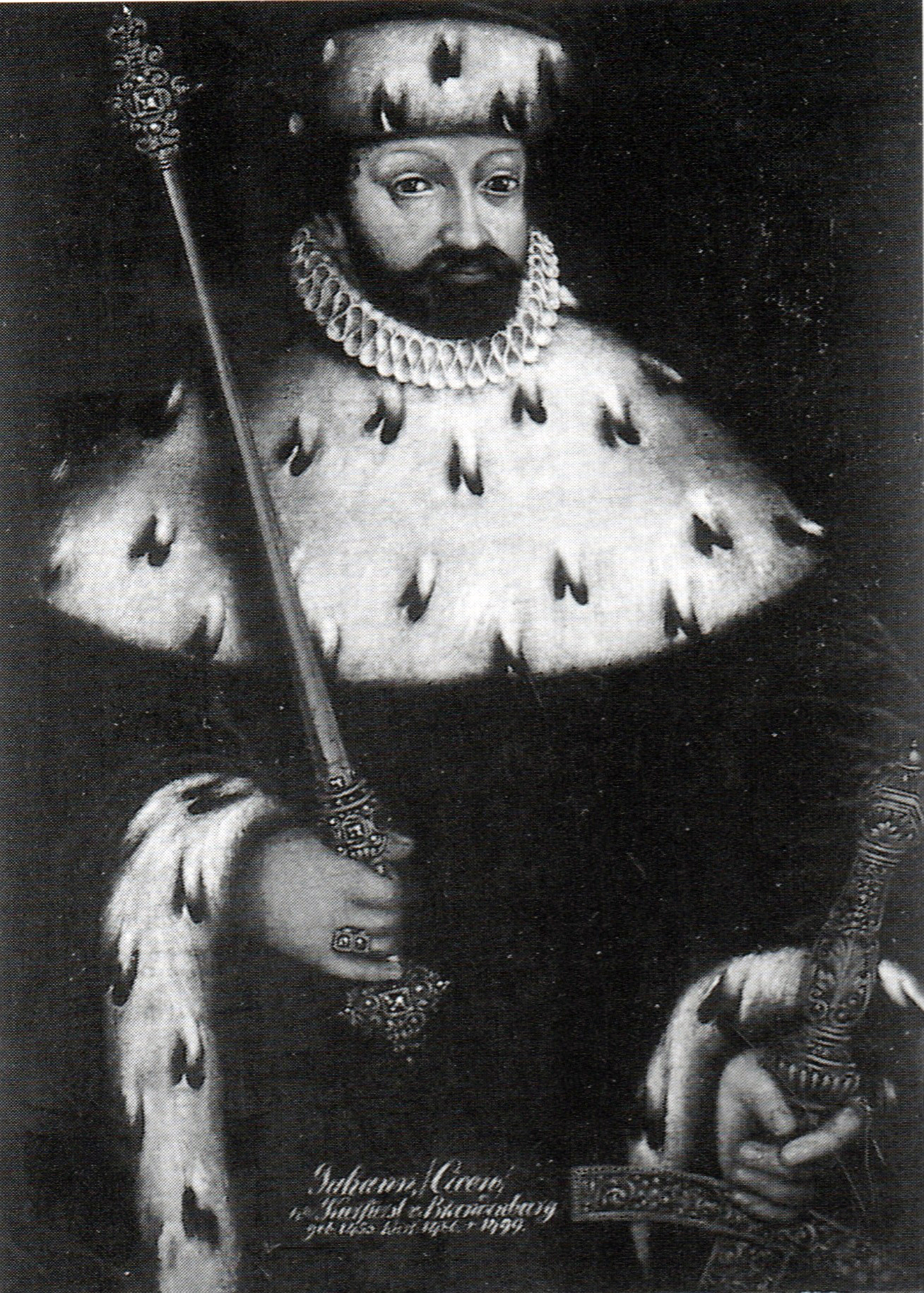
Kurfürst Johann Cicero

Johann „Cicero“ von Brandenburg (* 2. August 1455 in Ansbach; † 9. Januar 1499 in Arneburg, Altmark) aus dem Haus Hohenzollern, war vom 11. März 1486 bis zu seinem Tod Kurfürst und Markgraf von Brandenburg.

## Leben

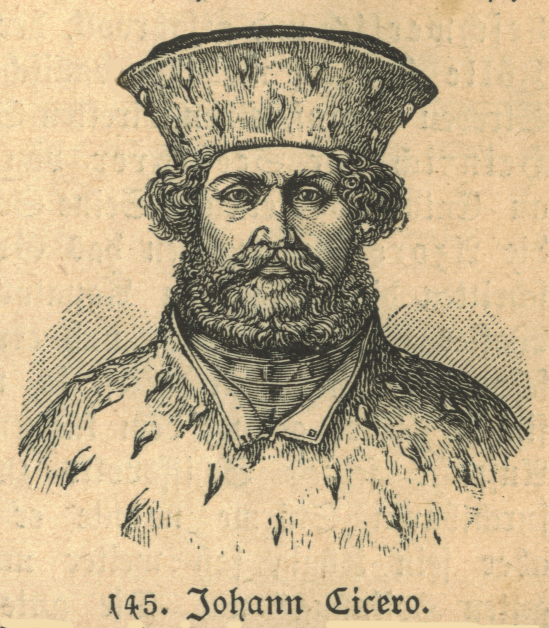
Johann Cicero, Kurfürst von Brandenburg (Darstellung von 1896)

Johann oder Johannes war der älteste Sohn des brandenburgischen Kurfürsten Albrecht Achilles (1414–1486) aus dessen erster Ehe mit Margarete von Baden (1431–1457). Der Prinz hielt sich bis zu seinem 12. Lebensjahr auf den fränkischen Besitzungen der Familie auf und wurde als präsumtiver Erbe 1466 von seinem Onkel Friedrich II. in die Mark Brandenburg geholt. Er nahm 1468 am Krieg gegen Pommern teil und begleitete seinen Onkel zu Verhandlungen mit König Matthias von Ungarn.
Sein Vater setzte Johann bereits 1473 als Regenten der Mark Brandenburg ein. Zuvor war er 1470 nach der Abdankung Friedrichs II. bereits zu einem von elf Statthaltern der Mark Brandenburg, weitere waren beispielsweise der Lebuser Bischof Friedrich und der Brandenburger Bischof Dietrich IV., ernannt worden. Albrecht selbst blieb, wie seine Vorgänger, lieber auf den südlichen Stammsitzen des kurfürstlichen Hauses in Franken. Wegen seiner Jugend wurde Johann 1476 Bischof Friedrich von Lebus als Regent beigestellt.

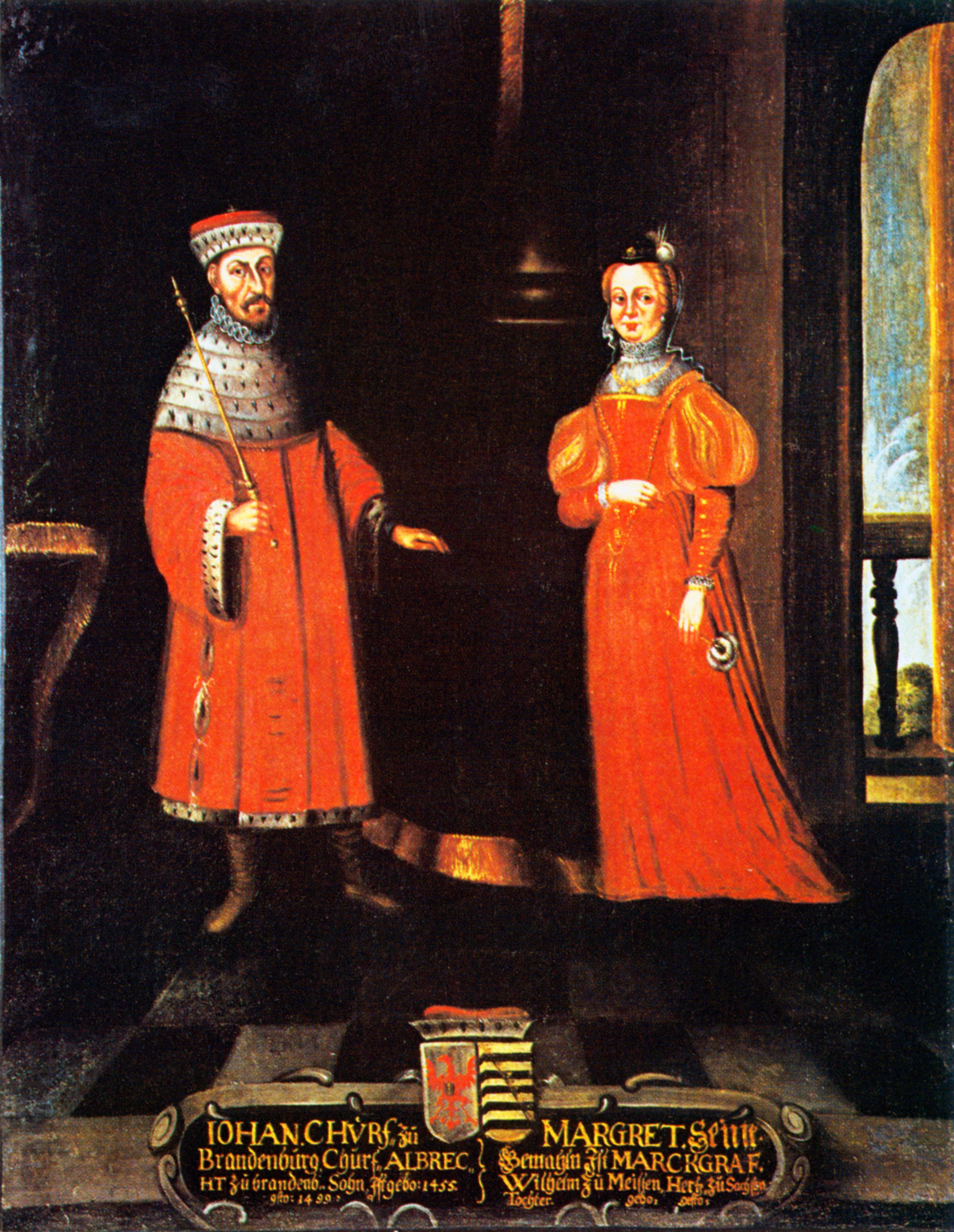
Johann Cicero und seine Gemahlin Margarete von Sachsen (Gemälde um 1625)

Johann Cicero heiratete am 25. August 1476 in Berlin Margarete, Tochter des Herzogs Wilhelm III. von Sachsen. Die Hochzeit hatte wegen Johanns Geldverlegenheiten verschoben werden müssen.
Nach dem Tod seines Vaters 1486 trat Johann Cicero die Nachfolge als Markgraf von Brandenburg sowie Kurfürst und Erzkämmerer des Heiligen Römischen Reiches an, die fränkischen Besitzungen waren von Albrecht Achilles durch Hausgesetz Johanns jüngeren Halbbrüdern zugesichert worden. Er bestätigte die Privilegien der Doppelstadt Berlin-Cölln und bestimmte diese zu seiner bleibenden Residenz.
Johann Cicero führte 1488 die Biersteuer ein. Dies war ein Präzedenzfall für das Prinzip der indirekten Besteuerung. In der Altmark war es wegen der Steuer zu Aufständen gekommen, die Johann gewaltsam niederschlagen ließ. Schon zu seiner Zeit als Regent hatten Auseinandersetzungen mit den Herzogtümern Pommern und Glogau und den Städten der Altmark begonnen.
1492 war er am Sternberger Hostienschänderprozess beteiligt, in dessen Ergebnis 27 Juden auf dem Scheiterhaufen verbrannt worden waren und alle übrigen Mecklenburg verlassen mussten.
Durch kluge Diplomatie gewann der Kurfürst seinem Herrschaftsgebiet die Herrschaft Zossen hinzu und erwarb 1493 durch den Vertrag von Pyritz ein Anwartschaftsrecht auf die Sukzession in Pommern.

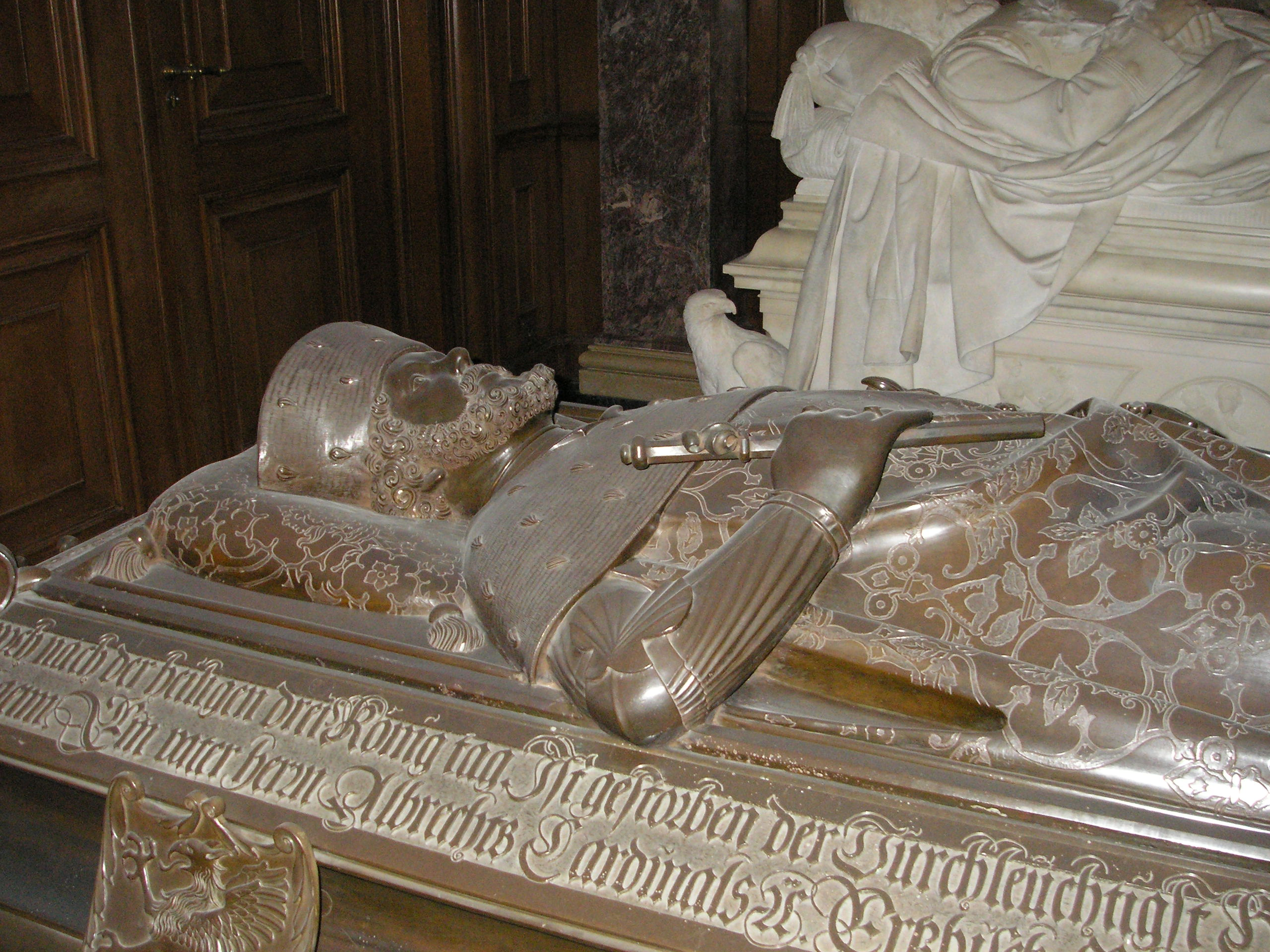
Tischgrab mit Liegefigur Johann Ciceros im Berliner Dom

Im Jahr 1499 starb Johann Cicero, der an Adipositas litt, an der Brustwassersucht auf der Burg von Arneburg. In der Kurfürstenwürde folgte ihm sein Sohn Joachim I. Als erster Hohenzollern-Kurfürst fand Johann seine letzte Ruhestätte in der Mark. Er wurde im Kloster Lehnin bestattet. Auf Veranlassung seines Enkels Joachim II. wurden seine sterblichen Überreste gemeinsam mit dem vom Bildhauer Hans Vischer geschaffenen Epitaph in den damaligen Dom überführt. Für den Toten wurde hier ein vom Erzgießer Peter Vischer dem Älteren geschaffenes Tischgrab aufgestellt.
1747 riss Friedrich der Große den alten Dom samt Gruft ab und errichtete auf der anderen Seite des Lustgartens einen neuen Dom am Standort des heutigen, 51 Särge wurden umgebettet, die 3 ältesten, darunter der von Cicero, gingen verloren. Warum ist bisher unklar, auch Grabungen am Schloßplatz halfen nicht.
Sein Beiname „Cicero“, eigentlich Cicero Germanicus (lateinisch der deutsche Cicero), wurde ihm erst im 16. Jahrhundert zugeschrieben und beruht wahrscheinlich auf einer irrigen Erzählung Melanchthons. Der Beiname nimmt Bezug auf seine große Beredsamkeit und Kenntnis der lateinischen Sprache.
Ein Gedicht von Börries von Münchhausen mit dem Titel „Die Wunderwirkung der Latinität“ versucht, dies zu verdeutlichen.

## Standbild in der Siegesallee
In der von der Berliner Bevölkerung als Puppenallee belächelten Siegesallee errichtete der Bildhauer Albert Manthe für die Denkmalgruppe 18 eine Statue von Johann Cicero als zentrales Standbild.
Als Nebenfiguren waren dem Denkmal Büsten des Beraters Eitelwolf von Stein und des Obermarschalls Busso von Alvensleben zugeordnet. Die Denkmalgruppe wurde am 14. November 1900 enthüllt. Das Standbild zeigt den Kurfürsten „im Kostüm der Maximiliansszeit, mit langärmeligem Mantel über der Rüstung und einer barettartigen Kopfbedeckung“. Die rednerische Auffassung der Figur billigte Kaiser Wilhelm II., Auftraggeber der Monumentalallee, bei einem Besuch in Manthes Atelier persönlich.

## Nachkommen
Aus seiner Ehe hatte Johann Cicero folgende Kinder:
- Tochter (1480–1482)
- Wolfgang (*/† 1482)
- Joachim I. „Nestor“ (1484–1535), Kurfürst von Brandenburg

⚭ 1502 Prinzessin Elisabeth von Dänemark (1485–1555)
- Elisabeth (*/† 1486)
- Anna (1487–1514)

⚭ 1502 König Friedrich I. von Dänemark (1471–1533)
- Ursula (1488–1510)

⚭ 1507 Herzog Heinrich V. von Mecklenburg-Schwerin (1479–1552)
- Albrecht (1490–1545), Kardinal, Erzbischof von Magdeburg und Kurfürst von Mainz